# Breezing Up
Breezing Up (A Fair Wind) (Nederlands: Opkomende wind) is de titel een schilderij van de Amerikaanse kunstschilder Winslow Homer, gemaakt intussen 1873 en 1876, olieverf op linnen, 61,5 × 97 centimeter groot. Het toont drie jongens en een oudere visser in een boot tijdens een winderige dag. De stijl is realistisch, met invloeden vanuit de romantiek, het impressionisme en het japonisme. Het schilderij bevindt zich thans in de collectie van het National Gallery of Art in Washington D.C.

## Afbeelding
Breezing Up toont een tafereel met drie jongens en een oudere visser in een boot, voor een oostelijke kustlijn. Het is een winderige dag, waarschijnlijk in de zomer Het wolkendek is dreigend, maar zonder werkelijk gevaar, eerder uitdagend. De boot, Gloucester genaamd, helt over in de wind en de jongens helpen haar in evenwicht te houden. Eén van hen zit ontspannen aan het roer. In de verte zien we een schoener en de vage contouren van een andere kleine vissersboot.
De Gloucester lijkt verder uit te varen, waarschijnlijk om op een andere plek door te vissen. Het schuim en opvliegende water versterkt het gevoel van snelheid. De lijn van de horizon wordt doorsneden door de hoek scherpe van de boot. De hoofden van de jonge opvarenden tekenen zich scherp af tegen de lucht. Het licht dat door de wolken door schijnt versterkt de witte schuimkoppen van de zee en de glanzende vissen op de bodem van de boot, waarin zich het sprankelende wateroppervlak herhaalt.
Breezing Up vertoont invloeden van zeelandschappen van Claude Monet en Gustave Courbet, waarmee Homer in 1866-1867 in Frankrijk kennis had gemaakt, met name ook in de losse penseelvoering. Daarnaast werd hij geïnspireerd door het japonisme, vooral in de vlakverdeling,met het gebalanceerde onderscheid in de actieve linkerhelft en de legere, rustige rechterhelft.
Homer probeert in Breezing Up op de eerste plaats een gevoel van fysiek genot en energie over te brengen. De frisheid van de lucht en het opstuivende koele water is bijna voelbaar. De jongens en de visser gaan helemaal op in de intensiteit van het moment. De jonge roerganger heeft zijn blik gericht op de horizon: het gaat voorwaarts, een teken van optimisme, verwachting, uitdaging en hoop. In die zin heeft het iets typisch Amerikaans. Bovenal echter toont het werk op levensechte wijze een evenwichtige relatie tussen een onstuimige natuur en de trotserende mens die haar trotseert, zoals Homer dat ook in veel andere werken zou doen.

## Historie

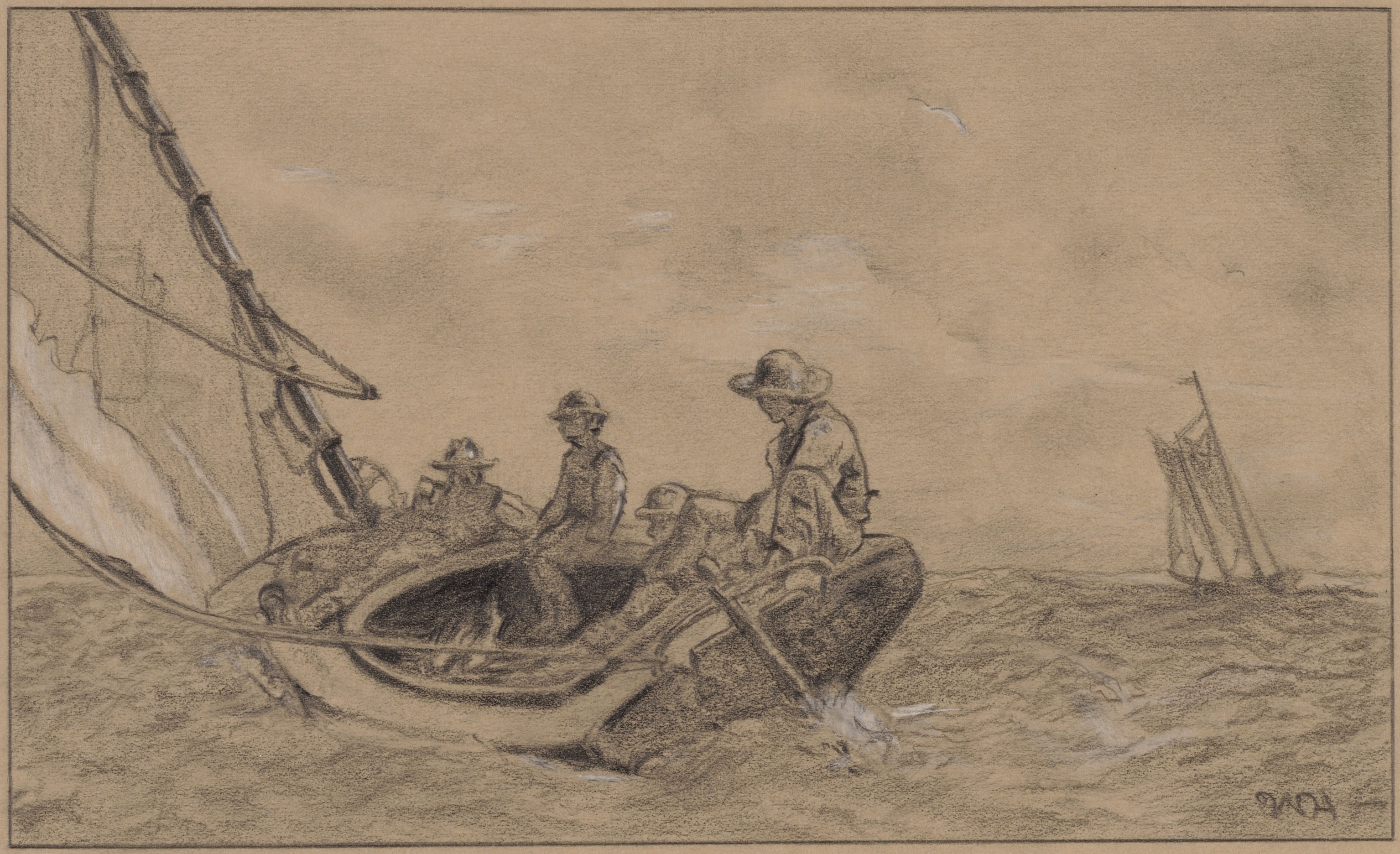
Schets, 1873.

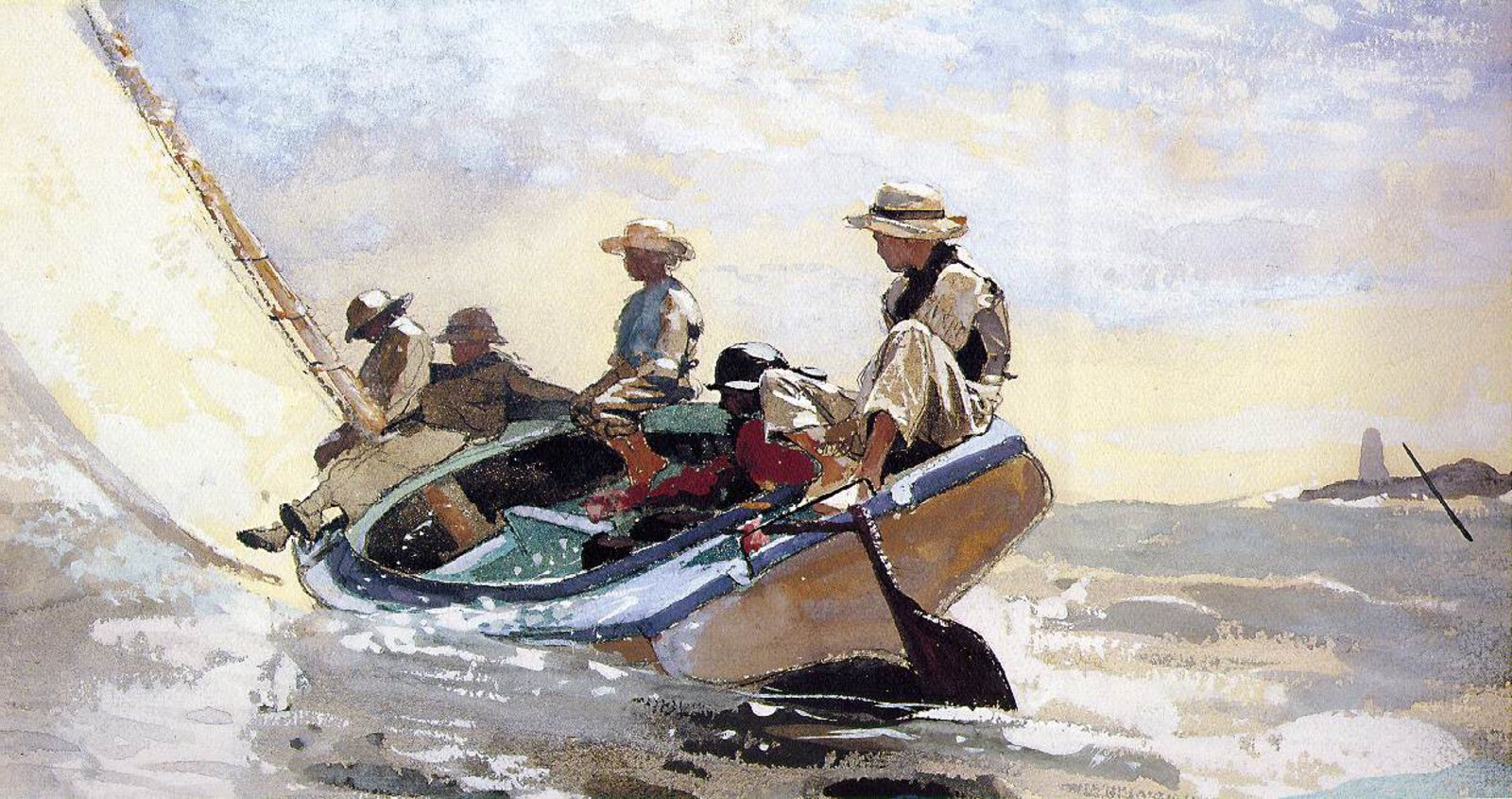
Sailing the catboat, 1873.

Homer begon in 1873 in New York aan zijn Breezing Up te werken, nadat hij een tijdlang in Gloucester had gewerkt, vooral in waterverf. Hij zou er bijna drie jaar mee bezig zijn, grotendeels op basis van eerdere schetsen en een aquarelstudie genaamd Sailing the catboat. Infrarood onderzoek hebben aangetoond hoeveel veranderingen hij in de compositie heeft aangebracht, waaronder de verwijdering van een vierde jongen bij de mast en een tweede schoener. Bij de mast voegde hij later een anker toe.
Homer voltooide zijn schilderij in 1876 en exposeerde het dat jaar bij de National Academy of Design en op de Centennial Exposition in Philadelphia. Aanvankelijk noemde hij het A Fair Wind, maar vanaf 1879 werd het Breezing Up genoemd. De reacties en kritieken waren van meet af aan positief en in de loop der jaren groeide het uit tot een icoon in de Amerikaanse schilderkunst. In 1943 werd het verworven door de National Gallery of Art uit de nalatenschap van de steenrijke bankier en kunstverzamelaar Andrew W. Mellon.